# Marsupiomonadales
Marsupiomonadales, red zelenih algi u razredu Pedinophyceae. Sastoji se od svega dvije porodice s dvije vrste

## Porodice
1. Marsupiomonadaceae Marin
2. Resultomonadaceae Marin